# 全国ジャンボうさぎフェスティバル
全国ジャンボうさぎフェスティバルとは、秋田県大仙市で毎年10月第3土曜日・日曜日に行われているうさぎの品評会とイベントである。秋田県で長い年月をかけて改良されてきた大型の白うさぎ（日本白色種の秋田改良種）の保存と改良、普及を図るために行われている。土曜日はうさぎ品評会が行われ、出品・審査が主となっている。日曜日は品評会の一般公開と各種イベントが行われる。

## 「中仙ジャンボうさぎ」について
ジャンボうさぎは通称であり、正式には「日本白色種の秋田改良種」と呼ばれる。この種は一般的なものでも6 - 7キログラム (以下 kg) に成長するが、そのうち特に7.5 - 10kgに成長する血統を「ジャンボうさぎ」と呼び、大仙市中仙地区のブランドになっている。主に実験用として利用され、伝統料理として食用もされる。1899年（明治32年）頃に岐阜県から大型うさぎを導入したことに始まり、食肉と毛皮が利用されてきた。現在でも、大型化と毛並みの美しさを目指して品種改良と保存が続けられている。

## イベント内容

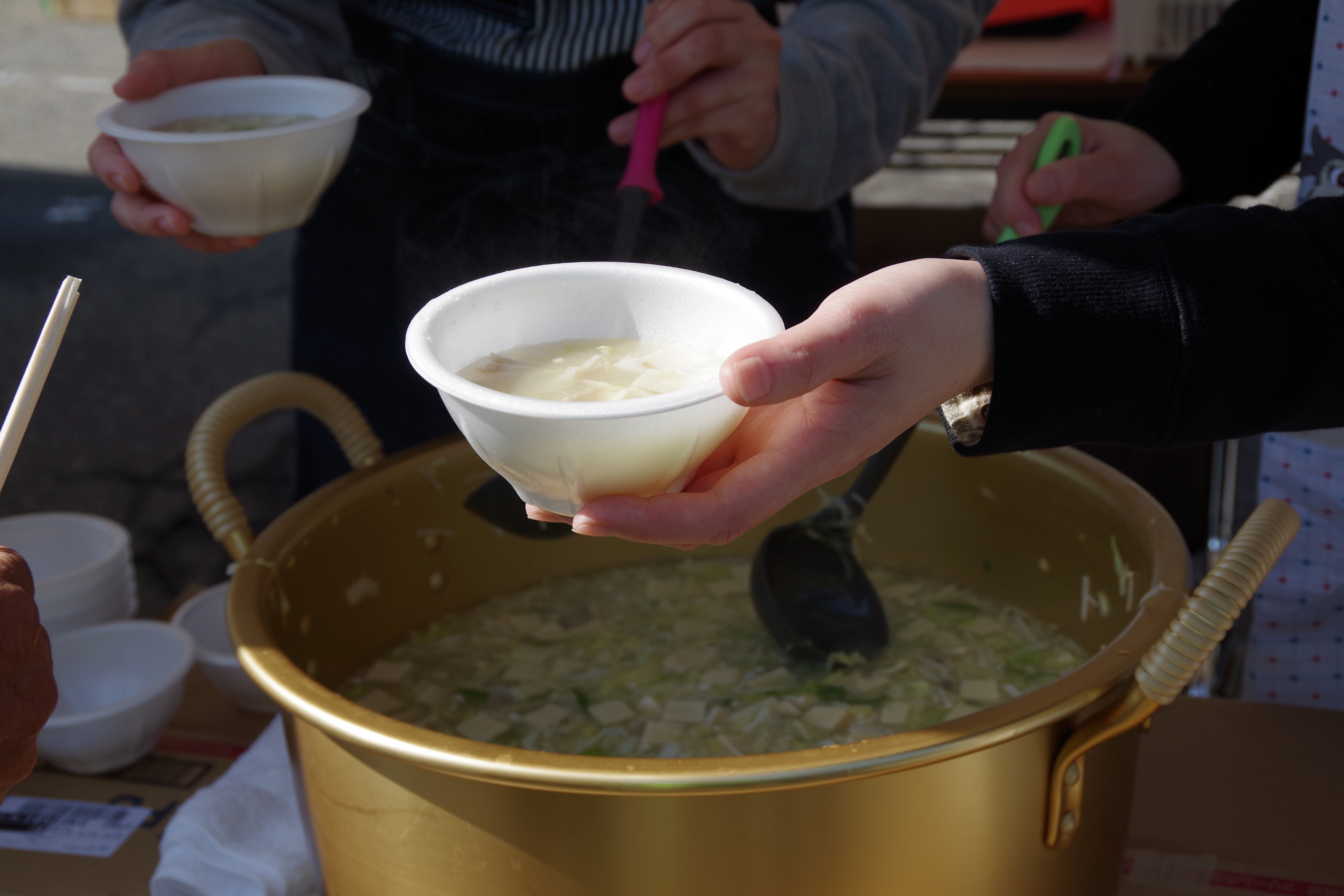
日の丸鍋

- ジャンボうさぎ体重当てコンテスト
- デカラビともちつき
- ジャンボうさぎパズル競争
- 杜仲めん早食い競争
- うさぎプレゼントゲーム
- ジャンボうさぎ販売
- 日の丸（うさぎ）なべ試食会

## 品評会
品評会では8項目の区分で審査される。
- M級（6kg未満、雌雄別）
- L級（6kg以上8kg未満、雌雄別）
- ジャンボ級（8kg以上）
- セットジャンボ（3頭の合計体重を競う、重複出品可）
- 体長ジャンボ（出品されたうさぎの中から身体の長さを競う）
- 体重ジャンボ（出品されたうさぎの中から重さを競う）

名号には、雄は漢字、雌は平仮名の名前を付け、エントリーするという決まりがある。毛並の美しさ、耳の長さ、首の太さ、成長の速さ、首からお尻にかけての傾斜等々、いくつかの審査基準を6人の審査員でチェックする。

## 歴史
昭和59年に、大仙市のうさぎ愛好家が初めて10kgを超えるうさぎを育てた。
昭和63年に、第1回全国ジャンボうさぎフェスティバルが行われた。この初代チャンピオンのうさぎが、道の駅なかせん（こめこめプラザ）内に剥製となって展示されている。
| 開催   | 年度                  | 産地       | 出陳者       | 名号          | 体重 (kg) |
| ------ | --------------------- | ---------- | ------------ | ------------- | --------- |
| 第1回  | 昭和63年度            | 中仙町     | 瀬野文雄     | 館和号        | 9.4       |
| 第2回  | 平成元年度            | 中仙町     | 佐々木末次郎 | たまがわ1号   | 11.0      |
| 第3回  | 平成2年度             | 中仙町     | 佐々木末次郎 | たまがわ5号   | 11.0      |
| 第4回  | 平成3年度             | 中仙町     | 佐々木末次郎 | たまがわ6号   | 10.0      |
| 第5回  | 平成4年度             | 中仙町     | 佐々木末次郎 | たまがわ6号   | 9.2       |
| 第6回  | 平成5年度             | 中仙町     | 佐々木末次郎 | たまがわ8号   | 10.5      |
| 第7回  | 平成6年度             | 中仙町     | 佐々木末次郎 | たまがわ11号  | 8.5       |
| 第8回  | 平成7年度             | 中仙町     | 草薙忠造     | たてひめ号    | 9.1       |
| 第9回  | 平成8年度             | 中仙町     | 熊谷長夫     | 野中1号       | 8.8       |
| 第10回 | 平成9年度             | 中仙町     | 草薙忠造     | たてこまち号  | 9.1       |
| 第11回 | 平成10年度            | 中仙町     | 伊藤良男     | よさひめ号    | 9.9       |
| 第12回 | 平成11年度            | 中仙町     | 藤田昭雄     | はなこひめ号  | 9.0       |
| 第13回 | 平成12年度            | 中仙町     | 伊藤良男     | こまちひめ号  | 9.6       |
| 第14回 | 平成13年度            | 大曲市     | 松井良助     | ようこひめ号  | 9.0       |
| 第15回 | 平成14年度            | 中仙町     | 伊藤良男     | よさひめ2号   | 10.0      |
| 第16回 | 平成15年度            | 中仙町     | 草薙忠造     | はるかぜ1号   | 9.2       |
| 第17回 | 平成16年度            | 中仙町     | 草薙忠造     | あきかぜ2号   | 8.7       |
| 第18回 | 平成17年度            | 大仙市中仙 | 草薙忠造     | たてこまち2号 | 9.25      |
| 第19回 | 平成18年度            | 大仙市大曲 | 松井良助     | ようこ号      | 9.2       |
| 第20回 | 平成19年度            | 大仙市大曲 | 松井良助     | ようこひめ号  | 9.6       |
| 第21回 | 平成20年度            | 仙北市     | 戸澤操       | あずさ1号     | 9.8       |
| 第22回 | 平成21年度            | 大仙市中仙 | 草薙忠造     | さとみ号      | 9.6       |
| 第23回 | 平成22年度            | 大仙市中仙 | 須田良助     | やすこ号      | 9.5       |
| 第24回 | 平成23年度            | 大仙市中仙 | 伊藤良男     | まちこひめ号  | 8.95      |
| 第25回 | 平成24年度            | 大仙市中仙 | 草薙忠造     | さくらひめ号  | 10.5      |
| 第26回 | 平成25年度            | 大仙市中仙 | 冨岡庄一     | なかせん1号   | 9.7       |
| 第27回 | 平成26年度            | 大仙市中仙 | 伊藤良男     | えりこひめ号  | 9.95      |
| 第28回 | 平成27年度            | 美郷町     | 髙橋清一     | ひらり号      | 9.50      |
| 第29回 | 平成28年度            | 大仙市中仙 | 草薙忠造     | まちこひめ号  | 10.05     |
| 第30回 | 平成29年度            | 大仙市大曲 | 松井良助     | けいこひめ号  | 10.40     |
| 第31回 | 平成30年度            | 大仙市大曲 | 松井良助     | やえひめ号    | 9.1       |
| 第32回 | 平成31年度/令和元年度 |            |              |               |           |
| 第33回 | 令和2年度             |            |              |               |           |
| 第34回 | 令和3年度             |            |              |               |           |
| 第35回 | 令和4年度             | 仙北市     | 戸澤操       | あずさ1号     | 9.9       |
| 第36回 | 令和5年度             | 美郷町     | 高橋清一     | きらり号      | 9.4       |

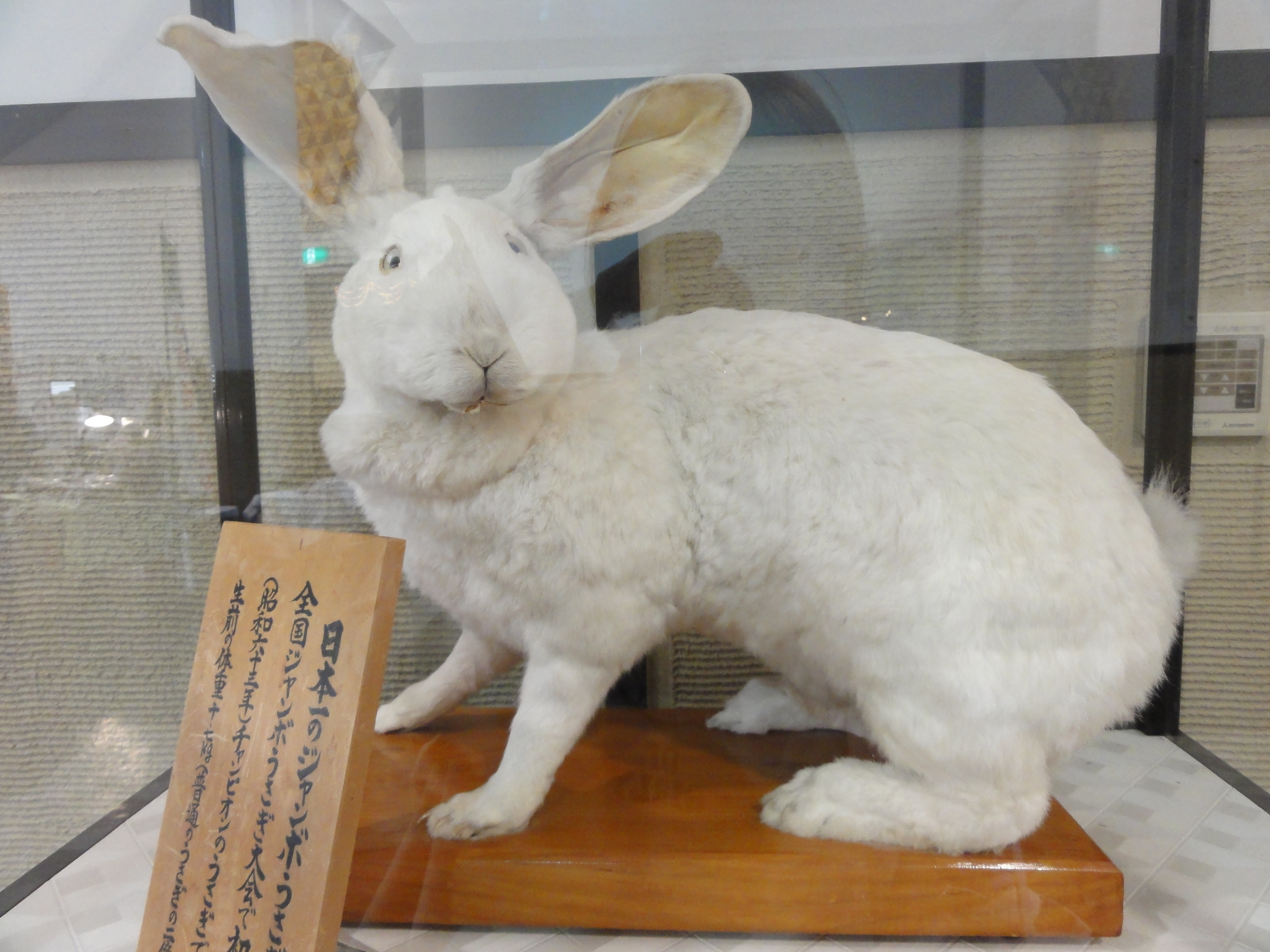
道の駅なかせんで展示されるジャンボうさぎの剥製

※第32回は台風接近のため品評会を中止。第33回及び第34回はCOVID-19感染対策のため実施見送り。